# Tratto da una storia vera
Tratto da una storia vera è il sesto album di inediti del cantautore italiano Joe Barbieri.
L'album prodotto ed arrangiato dello stesso Barbieri è composto da 11 brani (10 originali a firma del musicista napoletano e una cover (Lazzari felici) composta da Pino Daniele).
Il disco è stato anticipato il 2 marzo dal singolo Promemoria, che vede la partecipazione del trombonista Mauro Ottolini.
Altri ospiti dell'album sono i cantanti Carmen Consoli, Sergio Cammariere e Tosca, oltre al trombettista Fabrizio Bosso, al violoncellista brasiliano Jaques Morelenbaum, all'hammondista Alberto Marsico, al contrabbassista Luca Bulgarelli ed al quartetto di clarinetti Davabugi.
La pubblicazione europea è avvenuta il 16 aprile 2021 per le etichette Microcosmo Dischi e MustHave Jazz, mentre l'edizione giapponese è stata rilasciata il 21 dello stesso mese (su etichetta Core Port).
Il 9 luglio è stato rilasciato il secondo singolo estratto dall'album, dal titolo Niente di grave, con la partecipazione del violoncellista brasiliano Jaques Morelenbaum.

## Tracce
Testi e musiche di Joe Barbieri tranne la traccia 5, parole e musica di Pino Daniele.
1. La giusta distanza (feat. Fabrizio Bosso) – 3:47
2. Promemoria (feat. Mauro Ottolini) – 3:40
3. Previsioni del tempo – 4:00
4. Niente di grave (feat. Jaques Morelenbaum) – 4:23
5. Lazzari felici – 2:57
6. Vedi Napoli e poi canta (feat. Alberto Marsico) – 3:44
7. In buone mani (feat. Carmen Consoli) – 4:13
8. Alla fine – 3:51
9. Tu, io e domani (feat. Fabrizio Bosso, Luca Bulgarelli, Sergio Cammariere, Tosca) – 3:09
10. Manifesto (feat. Quartetto Davabugi) – 3:55
11. Mentre ridi – 2:49